# Пјан ди Рота (Ливорно)
Пјан ди Рота је насеље у Италији у округу Ливорно, региону Тоскана.
Према процени из 2011. у насељу је живело 68 становника. Насеље се налази на надморској висини од 17 м.